# Dněpr
Dněpr (ukrajinsky Дніпро, Dnipro, bělorusky Дняпро, Dňapro, rusky Днепр, Dňěpr, v antice Borysthenés) je řeka na východě Evropy. Protéká postupně územím západního Ruska (Smolenská oblast) následně pokračuje přes východní Bělorusko (Vitebská, Mohylevská oblast) a napříč celou Ukrajinou (Černihivská, Kyjevská, Čerkaská, Kirovohradská, Poltavská, Dněpropetrovská, Záporožská, Chersonská oblast). Její délka činí 2201 km, čímž se řadí na čtvrté místo v Evropě (po Volze, Dunaji a Uralu). Z délky řeky připadá 485 km na Rusko, 16 km na bělorusko-ruskou hranici, 595 km na Bělorusko, 115 km na bělorusko-ukrajinskou hranici a zbytek na Ukrajinu. Povodí o velikosti 516 300 km² ji po Volze a Dunaji řadí na třetí místo v Evropě.

## Průběh toku
Pramení na Valdajské vysočině a ústí poblíž Chersonu do Dněperského limanu Černého moře.

### Horní tok
Horní tok je od pramene do Kyjeva dlouhý 1320 km. Množství vody na tomto úseku je dostatečné až nadbytečné, jelikož zde řeka protéká zónou lesů. Nejvyšší část toku nad městem Dorogobuž vede mezi nízkými a bažinatými břehy, které jsou pokryty převážně borovými a částečně také březovými a smrkovými lesy. Poté až k městu Šklov protéká kopcovitou krajinou, říční údolí je v těch místech úzké jen 0,5 až 1 km a říční niva místy zcela chybí. Nedaleko nad městem Orša řeka překonává Kobeljacké peřeje. V úseku mezi Mohylevem a Kyjevem se říční údolí rozšiřuje, niva dosahuje šířky až 14 km, přičemž je převážně pokryta zaplavovanými lužními lesy, porosty keřů, borovými a listnatými lesy.

### Střední tok
Střední tok je od Kyjeva do Záporoží dlouhý 555 km. Množství vody je zde menší než na horním toku a přísun srážek je nestálý, jelikož zde řeka protéká zónou lesostepí a stepí. Po celé délce tohoto úseku je údolí řeky široké 6 až 18 km. Zvláště na levé straně se vyskytují břehové terasy. Pravý břeh je vyvýšen a prudce spadá k řece. Střední tok představuje kaskádu přehrad (Kyjevská, Kaněvská, Kremenčucká, Kamjanská, Dněperská) a pouze pod Kamjanským se zachoval krátký úsek přirozeného koryta.

### Dolní tok

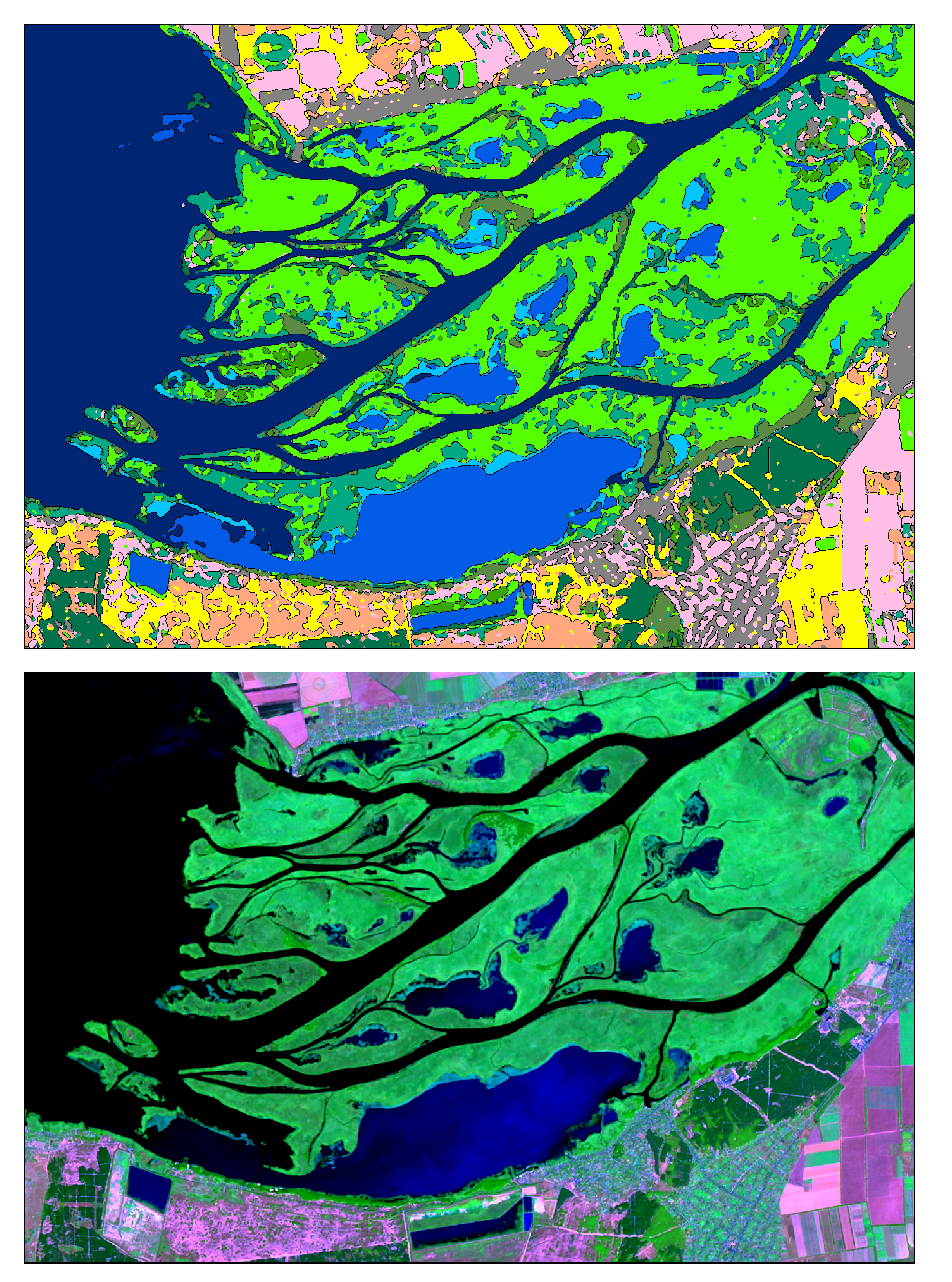
Satelitní snímek ústí Dněpru pořízený 8. srpna 2015.

Dolní tok je od Záporoží k ústí dlouhý 325 km. Množství vody na tomto úseku je již nedostatečné, jelikož zde řeka protéká zónou stepí v Přičernomořské nížině. Převážná část dolního toku byla pod vzdutím Kachovské přehrady, kterou v červnu 2023 zničila ustupující ruská okupační armáda.

### Přítoky
Tabulka obsahuje přítoky postupně v pořadí od pramene k ústí rozdělené podle úseků toku. Písmena (P) a (L) označují pravý a levý přítok.
| horní tok - Druc (P) - Berezina (P) - Sož (L) - Pripjať (P) - Teteriv (P) - Irpiň (P) - Desna (L) - Stuhna (P) | střední tok - Trubiž (L) - Ros (P) - Ťasmyn (P) - Supij (L) - Sula (L) - Psel (L) - Vorskla (L) - Samara (L) | dolní tok - Kinska (L) - Bilozerka (L) - Bazavluk (P) - Inhulec (P) |

## Vodní režim

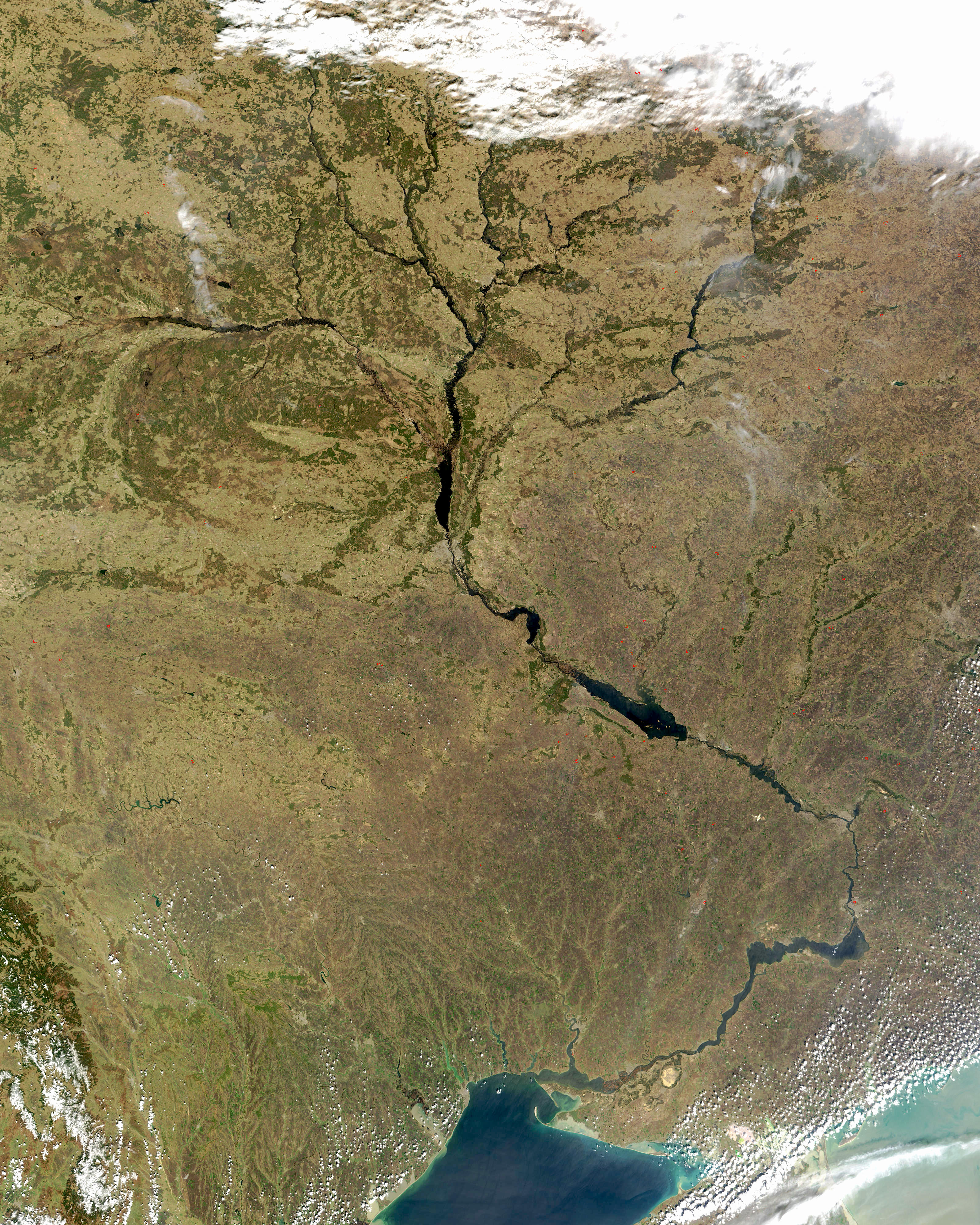
Dněpr ze satelitu

Zdroj vody je smíšený a formuje se převážně na horním toku nad Kyjevem. Největším zdrojem jsou sněhové srážky (50 %), následuje podzemní voda (27 %) a dešťové srážky (23 %). Na dolním toku roste role srážek sněhových na úkor dešťových. Průměrný průtok u Kyjeva činí 1380 m³/s, maximální 25 000 m³/s, minimální 200 m³/s, běžné jarní maximum dosahuje 7000 m³/s . Průměrný celkový roční odtok v ústí představuje 53 km³, maximální 73 km³ a minimální 24 km³. Průměrný průtok v ústí činí pak 1670 m³/s. Během jarního období zvýšeného vodního stavu proteče řekou 60 až 70 % (v některých letech až 80 %) celkového ročního průtoku. V létě je vodní stav nízký. Na podzim dochází k povodním při deštích a v zimě při oteplení. Řeka zamrzá v prosinci a rozmrzá v průměru na horním toku na začátku dubna, na středním toku v polovině března a na dolním toku na začátku března.

## Využití

### Doprava
Řeka a její přítoky jsou základní vodní cesty Běloruska a Ukrajiny. Vodní doprava je možná od ústí do města Dorogobuž v délce 1990 km. Po výstavbě přehrad zmizely někdejší nebezpečné peřeje. Hlavní přístavy na řece jsou Mohylev, Rahačou, Žlobin, Kyjev, Kaniv, Čerkasy, Kremenčuk, Dnipro, Záporoží, Nikopol, Cherson. Umělými vodními cestami je spojena s řekami v povodí Baltského moře:
- se Západní Dvinou (Berezinská vodní cesta)
- s Němanem (Dněpersko-němanská vodní cesta)
- s Bugem (Dněpersko-bugská vodní cesta).

### Energetika

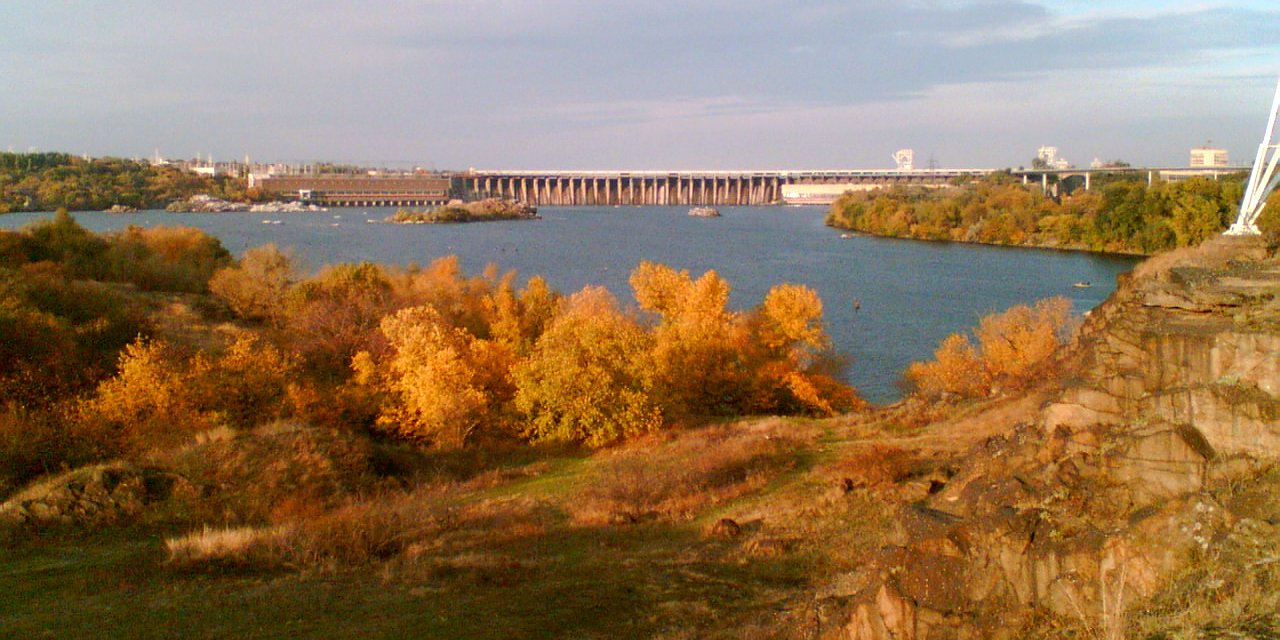
pohled na hráz DněproGESu z ostrova Chortycja

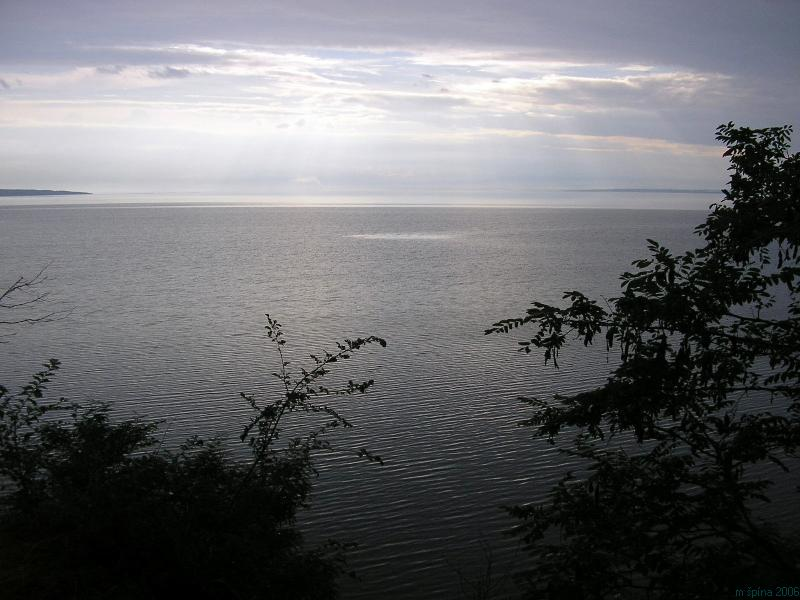
pohled na Kachovskou vodní nádrž směrem od Vasiljivky na Marhanec

Na řece byly postaveny přehradní hráze s vodními elektrárnami, nad nimiž vznikly rozsáhlé přehradní nádrže. Tento úsek řeky se nazývá Dněperská kaskáda. Od pramene k ústí to jsou postupně:
- Kyjevská přečerpávací elektrárna
- Kyjevská přehrada – Kyjevská vodní elektrárna
- Kaněvská přehrada – Kaněvská vodní elektrárna
- Kremenčucká přehrada – Kremenčucká vodní elektrárna
- Kamjanská přehrada – Středodněperská vodní elektrárna
- Dněperská přehrada – DněproGES
- Kachovská přehrada – Kachovská vodní elektrárna

### Zásobování vodou
Z Kachovské přehrady odtékají zavlažovací kanály:
- kanál Dněpr-Kryvyj Rih
- Severokrymský kanál

### Osídlení
Města, kterými řeka protéká v pořadí od pramene k ústí zachycuje tabulka. Sídla oblastí jsou vyznačena tučně.
| Rusko | - Dorogobuž - Smolensk |

| Bělorusko | - Orša - Mohylev - Bychaŭ | - Rahačoŭ - Žlobin - Rečyca |

| Ukrajina | - Vyšhorod - Kyjev - Kozyn - Ukrajinka - Kaniv - Čerkasy | - Svitlovodsk - Kremenčuk - Kamjanske - Dnipro - Záporoží - ostrov Chortycja | - Enerhodar - Marhanec - Nikopol - Kamjanka-Dniprovska - Beryslav - Kachovka | - Nova Kachovka - Cherson - Olešky - Hola Prystaň - Očakiv |

## Historie
Již ve starověku se Hérodotos o řece (Borysthenés (Βορυσθένης)) ve svých Dějinách zmiňuje při popisu říše a zvyků Skythů, jejichž říše se na dolním toku řeky rozkládala, jako o třetí největší známé řece po Nilu a Istru (Dunaji). Už od té doby byla řeka důležitou dopravní a tržní cestou mezi Baltským a Černým mořem, kterou využívaly i antické kolonie na černomořském pobřeží. V období stěhování národů tržní význam řeky v důsledku nájezdů Hunů a Bulharů upadl. Od 7. století její význam opět rostl v souvislosti s formováním prvních slovanských státních útvarů. 

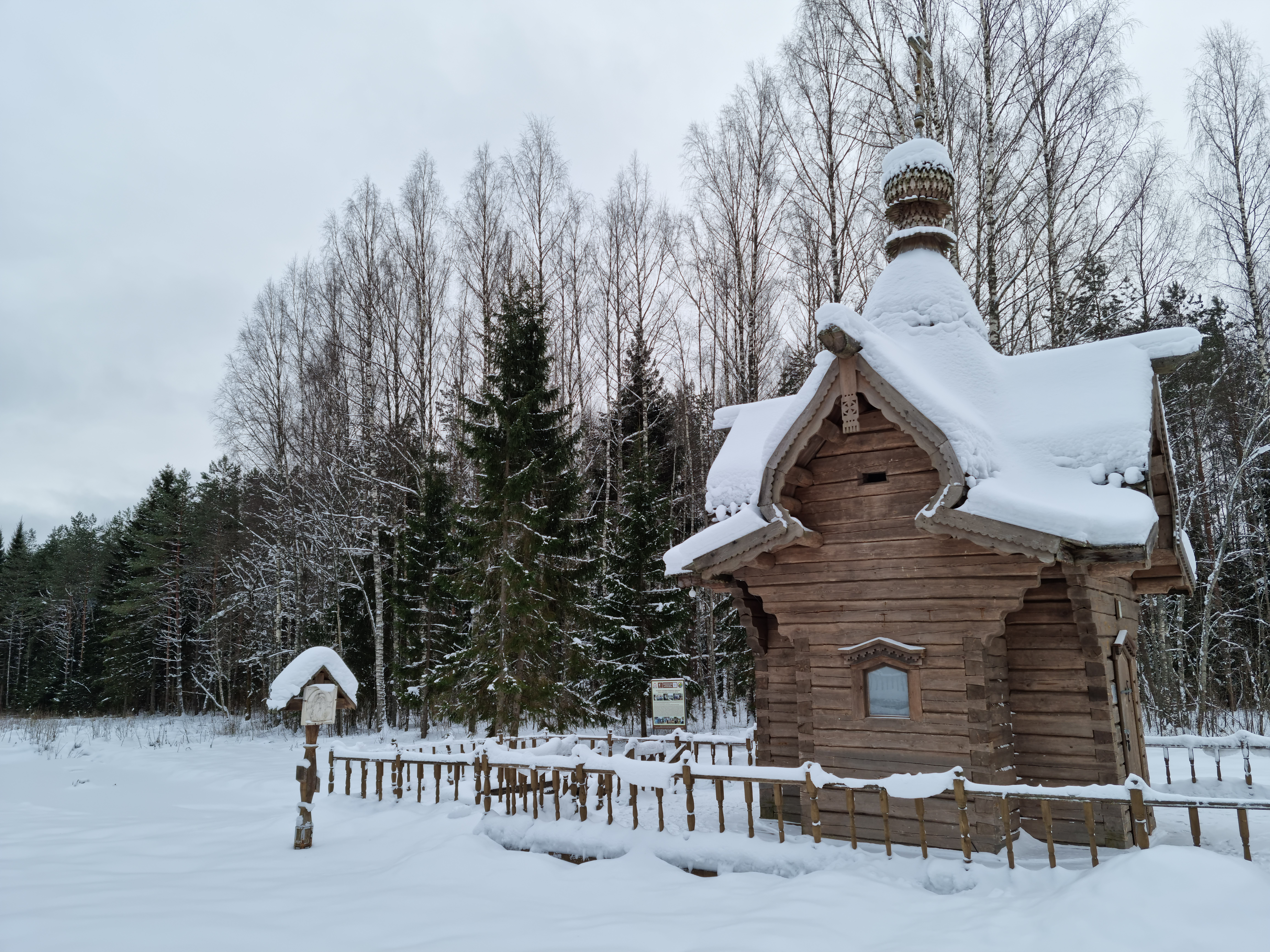
Kaple u premene Dněpru poblíž vsi Bočarovo ve Smolenské oblasti

V 9. století se ustálila obchodní cesta nazývaná v ruských letopisech „iz Varjag v Greki“, která spojovala Skandinávii s Černomořím, především s Byzancí. V té době vznikají na řece města Kyjev, Smolensk, Černigov, Perejaslav, Ljubeč, Vyšgorod. Obchodní cesta vedla přes Finský, resp. Rižský záliv do Smolenska odtud po Dněpru až k ústí. Obchod po ní provozovali švédští vikingové, varjagové, kteří vybírali od místního obyvatelstva tribut a dále s ním obchodovali stejně jako se zajatci, které prodávali do otroctví. Cenné zprávy o dějinách podněperských oblastí podává nejstarší známý ruský letopisec Nestor ve své Povesti vremennych let. V důsledku mongolsko-tatarských nájezdů nastal odliv obyvatelstva ze středního podněpří na sever a severovýchod. Ve 14. až 16. století si řeka udržuje svůj obchodní význam především na horním a částečně na středním toku.
Od 15. století se na dolním toku usazovali Kozáci. Největší kozáckým střediskem byla Záporožská Síč na ostrově Chortycji, která přetrvala do roku 1775, kdy ji zlikvidovala Kateřina Veliká. V téže době začal poslední polský král Stanislav August Poniatowski budovat na území dnešního jižního Běloruska Dněpersko-bugský kanál, který měl propojit Dněpr s Vislou. Dokončen byl však až v polovině 19. století. Hospodářská aktivizace středního toku začíná v 17. století v souvislosti s oslabením Krymského chanátu. V 18. století po připojení jižní Ukrajiny a Krymu k Rusku ještě stoupla role řeky jako spojnice Ruska a Černého moře. V té době došlo k rychlému růstu osídlení středního a dolního toku.
Rozvoj průmyslu v 19. století (Jekatěrinoslav) dále zvýšil význam řeky, nicméně rozvoji dopravy stále bránily peřeje. V roce 1920 došlo na řece k prudkým bojům nejprve v dubnu a květnu během Rusko-polské války a poté v srpnu při bitvě Rudé armády a Wrangelových bělogvardějců během Ruské občanské války. Během 2. světové války byla řeka důležitou strategickou hranicí, o kterou byly svedeny velké boje v roce 1941 a především během bitvy o Dněpr v roce 1943. Ve 20. století byl střední a dolní tok řeky spoután kaskádou přehrad s vodními elektrárnami a řeka tak pomohla rozvoji hospodářství, na mnoha místech však přišla o svůj přirozený břeh a o lužní lesy.